# カレン・プレストン
カレン・プレストン（Karen Preston、1971年7月8日 - ）は、カナダ出身の女性フィギュアスケート選手でのちにプロスケーター。1992年アルベールビルオリンピック女子シングルカナダ代表。1989年と1992年のカナダ選手権チャンピオン。

## 経歴
1988-1989年シーズンのカナダ選手権で優勝し、注目を集める。初出場の1989年世界選手権では11位に終わった。
1991-1992年シーズン、カナダ選手権で2度目の優勝を果たし、アルベールビルオリンピックと世界選手権代表となった。アルベールビルオリンピックではオリジナルプログラムで大きく出遅れ、フリースケーティングで巻き返したが総合8位に終わった。1993-1994年シーズン、リレハンメルオリンピック出場を賭けたカナダ選手権では3位。カナダ女子シングルのオリンピック出場枠は2枠であったためオリンピック代表に選出されなかった。のちにアマチュアを引退し、プロスケーターとしてディズニー・オン・アイスなどで活動。

## 主な戦績
| 大会/年          | 1988-89 | 1989-90 | 1990-91 | 1991-92 | 1992-93 | 1993-94 |
| ---------------- | ------- | ------- | ------- | ------- | ------- | ------- |
| オリンピック     |         |         |         | 8       |         |         |
| 世界選手権       | 11      |         |         | 9       | 8       |         |
| カナダ選手権     | 1       |         |         | 1       | 2       | 3       |
| NHK杯            |         |         | 4       |         |         | 7       |
| ネイションズ杯   |         |         | 3       |         |         |         |
| スケートカナダ   |         |         |         | 3       |         | 3       |
| ラリック杯       | 5       |         |         |         | 2       |         |
| スケートアメリカ | 6       |         | 8       |         |         |         |